# 恵庭市郷土資料館
恵庭市郷土資料館（えにわしきょうどしりょうかん）は、北海道恵庭市にある郷土博物館である。

## 沿革
1973年に北海道恵庭南高等学校が桜町から白樺町に移転したことにより、1975年桜町の旧校舎を利用して恵庭スポーツセンターと恵庭市郷土資料室を設置。1984年に恵庭市郷土資料館・郷土学習館（仮称）の試案作成（1987年9月開館予定）。1985年に建物の規模及び内容を縮小する必要があったため計画が見直しすることになった。1987年に恵庭市郷土資料館設置基本構想が作成され、1989年に工事が着工された。1990年恵庭市郷土資料室を桜町から南島松の恵庭開拓記念公園の隣接先に移転。移転により郷土資料室は閉鎖。そして恵庭市郷土資料館として11月8日に新館オープンした。

## 施設
鉄筋コンクリート造平屋一部二階建である。
- 常設展示室（1階）
  - インクライン模型、アイヌ丸木舟　ほか
  - 北海道カリンバ遺跡墓坑出土品（国の重要文化財） - カリンバ遺跡は恵庭市黄金地区の旧カリンバ川沿いに位置する、縄文時代から近世アイヌ期の遺跡。遺跡は2005年に国の史跡に指定[1]。出土品のうち、縄文時代の墓坑から出土した漆塗装身具等の一括は2006年に国の重要文化財に指定されている[2][3]。多数の装身具を身につけた人物のこの時期の墓が北海道や東北地方でも他に発見されているため、少なくとも先住民らの間ではこの時期から人々の社会的階層分化が発生したのではないかと見る説もある。
- 特別展示室（1階）
- 収蔵陳列室（1階）
- 研修室兼体験学習室（1階）
- 展望室（2階）

## 利用情報
開館時間
午前9時30分 - 午後5時
入館料・駐車場
無料
休館日
月曜日
（祝日が月曜日の場合は火曜日が休館日）

## 周辺情報

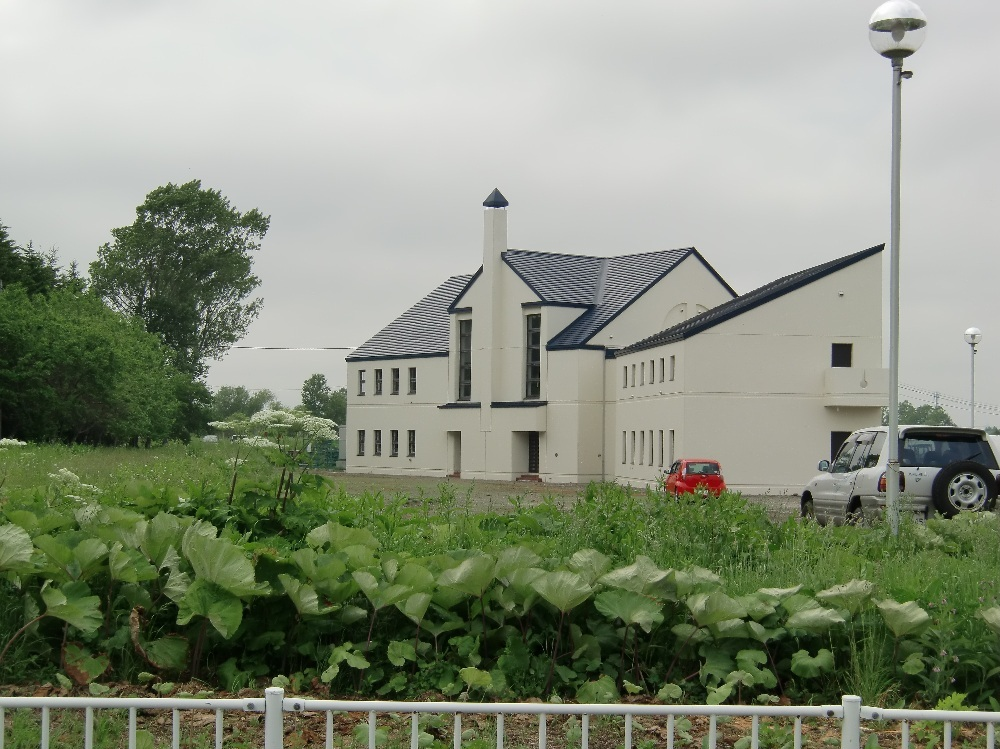
近畿大学施設の北海道恵庭セミナーハウス（2013年6月17日撮影）

1981年に近畿大学が現在の用地取得した。取得後、北海道恵庭セミナーハウスなどを設置。2010年には資源再生研究所内に北海道日本ハムファイターズのファイターズ農園が開園した。
- 近畿大学施設

資源再生研究所
北海道恵庭セミナーハウス
バイオコークス量産実証実験センター

### 恵庭開拓記念公園

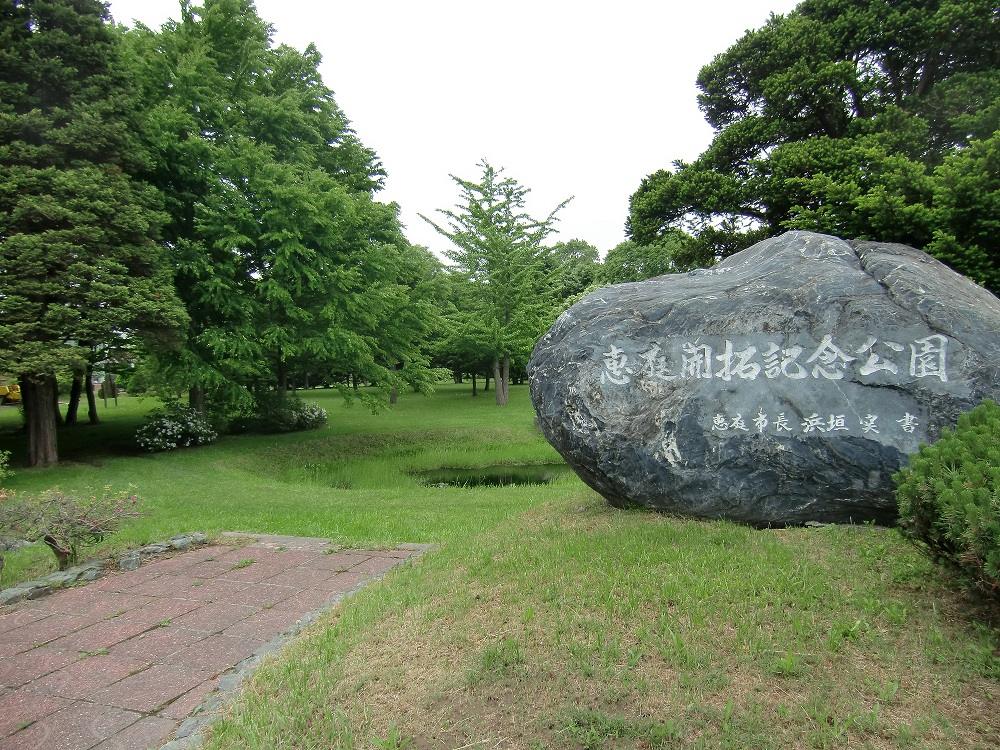
恵庭開拓記念公園（2013年6月17日撮影）

元は旧松園（しょうえん）小学校の校地があり、同校は1971年に松恵小学校に統合され廃校となった。1.1haの用地を市制施行10周年記念事業により整備、1979年、恵み野の宅地開発に伴い、跡地に恵庭開拓記念公園が造成された。「水と緑のまちづくり」において、条例により樹林地等1.1haが自然環境保全地区等に、また園地は身近な自然地域に指定される。
公園内には松園小学校の門柱がそのまま残されている。門柱の他にも記念碑などがある。開拓記念公園ということがあって、公園内は開拓にまつわる以下の碑もある。記載は設置年代順。
- 天野先生之碑（1918年4月建立）[10][9]
- 松園小学校門柱（1926年6月建立）[7][9]
- 松園小学校跡地記念碑（1979年8月建立）[7][9]
- 二宮尊徳像（復元、1979年8月建立）[7][9]
- 拓望の像（恵庭開拓記念像、竹中敏弘作。1979年8月建立）[11][9]
- 富山県人開拓之碑（1987年6月建立）[12][9]
- 三角点（恵庭開拓記念公園）[9]

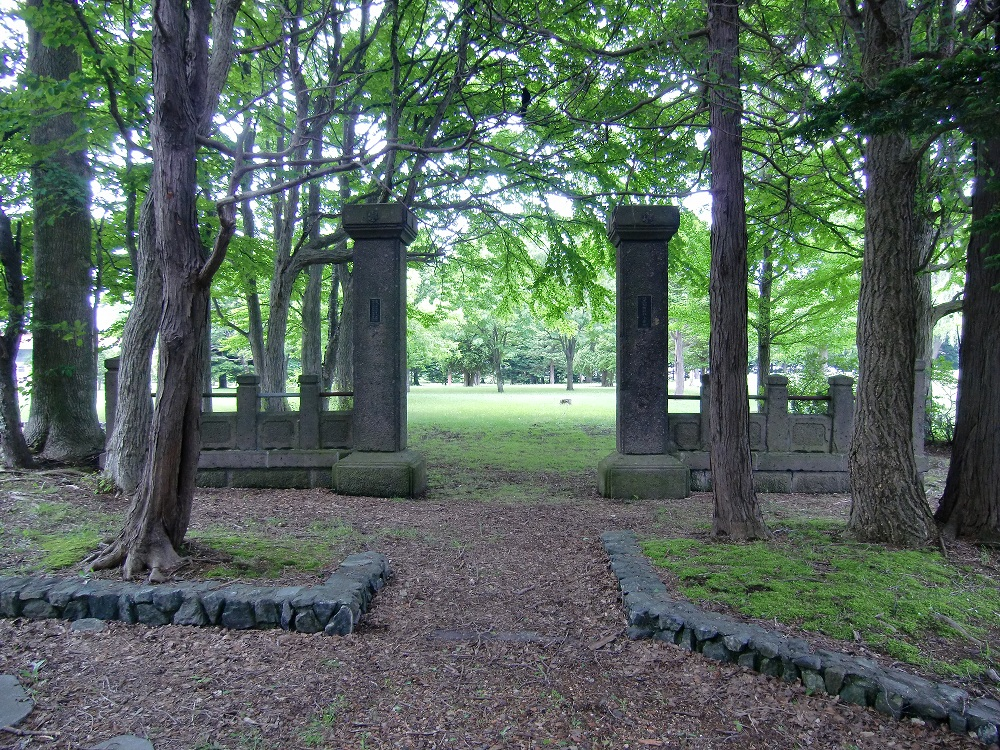
松園小学校の門柱 2013年6月17日撮影
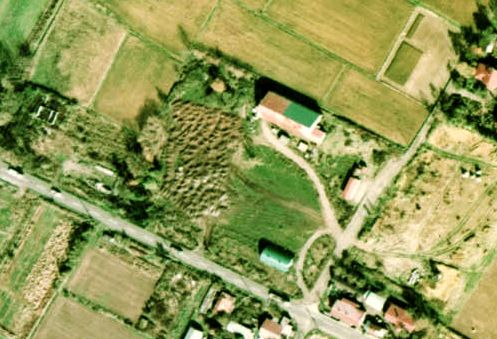
松園小学校 1976年撮影
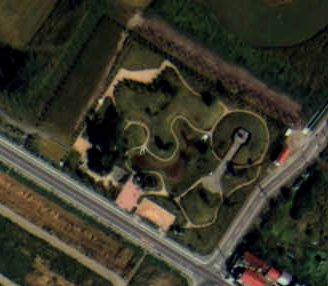
恵庭開拓記念公園 1985年撮影

開拓記念公園は木が生い茂っており、カラスが生息しているため、公園に立ち寄る際は気をつけておく必要がある。現に郷土資料館の外に注意書きがされている。

## 交通アクセス
- 恵み野駅東口からエコバス循環B島松駅行に乗車し、『恵み野東7丁目』で下車、徒歩約10分
- 島松駅から車で約5分
- 道の駅花ロードえにわから車で約5分